# Stare cuantică
În mecanica cuantică, prin stare cuantică se înțelege starea unui sistem cuantic izolat. O anumită stare cuantică creează o anumită distribuție de probabilitate pentru valorile fiecărei mărimi observabil⁠(d) și fiecăreia din posibilele rezultate ale Format:Ill-wd Q907385 parametrilor și a mărimilor observabile ale sistemului.
A cunoaște starea cuantică la un moment dat sau a unui interval timp determinat din evoluția sistemului presupune epuizarea oricăror preziceri în legătură cu comportarea viitoare a sistemului.

## Generalizări matematice
Stările cuantice pot fi formulate în funcție de mărimile observabile printr-o expresie numită funcție de undă, mai degrabă decât ca vectori ai unui spațiu vectorial. Astfel, există funcționale liniare normalizate pozitive în C*-algebră, sau uneori alte clase de algebre de observabile.

## A se vedea și
- Bază ortonormată
- Introducere în mecanica cuantică
- Oscilator armonic cuantic
- Poartă logică cuantică
- Qubit
- Sfera Bloch
- Starea Greenberger–Horne–Zeilinger
- Starea staționară
- Stare vectorială redusă
- Starea W
- Starea de bază
- Teorema neclonării
- Teorema PBR
- Tranziția electronului în atomi